# Kommunisternes Forbund
Kommunisternes forbund (tysk: Bund der Kommunisten) var en radikal international organisation, der blev grundlagt i 1836 som De retfærdiges forbund og som blev opløst i 1852. Organisationen er mest kendt for at være den første marxistiske organisation og for at have vedtaget Det kommunistiske manifest som dens program.

## Historie
De retfærdiges forbund var oprindelig en sammenslutning af kristne socialister og utopiske socialister, og havde et program som kritiserede privatejendommen og det borgerlige samfund. I 1839 støttede forbundet blanquisternes oprør i Paris og blev tvunget til at flytte organisationen til London. I 1847 deltog Karl Marx og hans Kommunistiske Korrespondancekomité på organisationens kongres i London, hvor Marx og blandt andet Friedrich Engels overtalte organisationen til skifte navn til Kommunisternes forbund. Slagordet blev samtidig ændret fra "Alle mennesker er brødre" til "Arbejdere i alle land, foren eder". Senere samme år fik Marx sammen med Engels til opgave at skrive partiets program, der skulle blive til det senere kendte skrift Det Kommunistiske Manifest (tysk originaltitel: "Manifest der Kommunistischen Partei").
Forbundet spillede ingen rolle af betydning under revolutionerne i 1848, og det fik et alvorlig knæk i 1850 da et indbrud hos Marx førte til at store dele af organisationen blev rullet op. Efter dette faldt organisationen fra hinanden, inden den formelt blev opløst i 1852.

## Medlemmer
- Friedrich Anneke
- Mathilde Franziska Anneke
- Bruno Bauer
- Heinrich Bauer
- Johann Baer
- Hermann Heinrich Becker
- Johann Philip Becker
- Adolph Bermbach
- Friedrich Heinrich Karl Bobzin
- Stephen Boldern
- Karl Heinrich Brüggermann
- Karl von Bruhn
- Heinrich Bürgers
- Oswald Dietz
- Friedrich Christian Diez
- Collet Dobson Collet
- Ernst Dronke
- Johann Eccarius
- Friedrich Engels
- Karl Ludwig Johann D'Ester
- August Herman Ewerbeck
- Ferdinand Freiligrath
- August Gebert
- Andreas Gottschalk
- Karl Theodor Ferdinand Grun
- Theodor Hagen
- August Hain
- Hermann Wilhelm Haupt
- Friedrich Wihlelm Hühnerbein
- Johann Joseph Jansen
- Karl Joseph Jansen
- G. Klose
- Albert Lehmann
- Wilhelm Liebknecht
- Karl Marx
- Friedrich Wilhelm German Mauer
- Joseph Moll
- Peter Nothjung
- Karl Pfänder
- Jakob Lukas Schabelitz
- Karl Schapper
- Alexander Schimmelpfennig
- Konrad Schramm
- Sebastian Seiler
- Georg Weerth
- Wilhelm Christian Weitling
- Joseph Weydemeyer
- August Willich
- Ferdinand Wolff
- Wilhelm Wolff